# Uropyia
Uropyia is een geslacht van vlinders van de familie tandvlinders (Notodontidae).

## Soorten
- U. hammamelis Mell, 1931
- U. meticulodina Oberthür, 1884